# Brixia Tour 2005
Die 5. Brixia Tour war ein Rad-Etappenrennen, dass vom 22. Juli bis 24. Juni 2005 stattfand. Es wurde in vier Etappen über eine Distanz von 671,8 Kilometern ausgetragen. Das Rennen zählt zur UCI Europe Tour 2005, Kategorie 2.1.
Es nahmen 17 Mannschaften teil: die UCI ProTeams Domina Vacanze, Fassa Bortolo, Lampre-Caffita sowie die Continental Teams Ceramica Flaminia, Androni Giocattoli-3C Casalinghi, Universal Caffè und Selle Italia-Colombia.
Zu den bekanntesten Startern gehörten der zweifache Giro-d’Italia-Sieger Gilberto Simoni, der Italien-Rundfahrt-Sieger 2004 Damiano Cunego, ferner Francesco Casagrande, Davide Rebellin und Igor Astarloa.

## Etappen
| Etappe     | Tag      | Start – Ziel                                | km    | Etappensieger     | Gesamtwertung   |
| ---------- | -------- | ------------------------------------------- | ----- | ----------------- | --------------- |
| 1. Etappe  | 22. Juli | San Vigilio di Concesio – Toscolano-Maderno | 170,6 | Davide Rebellin   | Davide Rebellin |
| 2a. Etappe | 23. Juli | Esine – Darfo Boario Terme                  | 112,7 | Ruben Bongiorno   | Davide Rebellin |
| 2b. Etappe | 23. Juli | Pisogne – Val Palot (EZF)                   | 12,8  | Emanuele Sella    | Emanuele Sella  |
| 3. Etappe  | 24. Juli | Brescia – Manerbio                          | 180,0 | Danilo Napolitano | Emanuele Sella  |